# 让·勒西厄尔
让·勒西厄尔（法語：Jean Lesieur，？—？），法国男子帆船运动员。他曾代表法国参加1928年夏季奥林匹克运动会帆船比赛，获得一枚金牌。